# Domaine d'Ōmizo
Le domaine d'Ōmizo (大溝藩, Ōmizo-han) est un domaine féodal japonais de la période Edo situé à Ōmizo, province d'Ōmi, de nos jours Takashima, dans la préfecture de Shiga. Il fut dirigé durant toute son histoire par le clan Wakebe. Le dernier daimyo, Mitsunori Wakebe, est considéré par certains comme étant le tout dernier daimyo du Japon car il mourut après Tadataka Hayashi. Mais Mitsunori devint chef du clan alors qu'il était encore nourrisson et dans le court intervalle durant lequel les daimyos avaient déjà perdu leurs titres et avaient été faits han chiji (藩知事), ou « gouverneur domanial ». Le dernier individu ayant vraiment été daimyo au sens historique du terme est donc Hayashi Tadataka.

## Liste des daimyos
- Clan Wakebe (tozama daimyo ; 20 000 koku)

1. Mitsunobu
2. Yoshiharu
3. Yoshitaka
4. Nobumasa
5. Mitsutada
6. Mitsunari
7. Mitsutsune
8. Mitsuzane
9. Mitsukuni
10. Mitsuyasu
11. Mitsusada
12. Mitsunori